# Spinilimosina
Spinilimosina é um gênero de moscas pertencente à família das moscas do estrume menor . 